# Klíčnov
Klíčnov je malá vesnice, část obce Pulečný v okrese Jablonec nad Nisou. Nachází se asi 1,5 kilometru jihovýchodně od Pulečného. Klíčnov leží v katastrálním území Pulečný o výměře 6 km².

## Historie
První písemná zmínka o vesnici pochází z roku 1543.